# Італія на Євробаченні Юних Музикантів
Італія брала участь у Євробаченні Юних Музикантів, що проводиться кожні два роки, 4 рази починаючи з 1986 року. Найкращим результатом країни вважається 3-є місце у 1988 році.

## Учасники
Умовні позначення
     Переможець
     Друге місце
     Третє місце
     Не пройшла до фіналу
     Участь скасовано
     Не брала участі
| Рік                               | Місце проведення | Учасник           | Інструмент | Фінал                      | Півфінал |
| --------------------------------- | ---------------- | ----------------- | ---------- | -------------------------- | -------- |
| 1986                              | Копенгаген       | Карло Бальцаретті | Фортепіано | Не вдалося кваліфікуватися | -        |
| 1988                              | Амстердам        | Доменіко Нордіо   | Скрипка    | 3                          | -        |
| 1990                              | Відень           | Вітторіо Чекканті | Віолончель | Не вдалося кваліфікуватися | -        |
| Не брала участі в 1992-2000 роках |                  |                   |            |                            |          |
| 2002                              | Берлін           | Анна Тіфу         | Скрипка    | Не вдалося кваліфікуватися | -        |
| Не брала участі в 2004-2024 роках |                  |                   |            |                            |          |